# Río Guainía
Der Río Guainía ist ein Fluss in Kolumbien und Venezuela. Er wird als der Oberlauf des Rio Negro angesehen.

## Verlauf
Er entspringt im Bergland von Guayana im Südosten Kolumbiens und schlängelt sich dann in ostsüdöstlicher Richtung etwa 350 km durch dünn besiedeltes Gebiet. Ab Venado (Kolumbien) wird er zum kolumbianisch-venezolanischen Grenzfluss. Er fließt auf den nächsten 100 km durch dichten tropischen Regenwald in südöstlicher Richtung an Puerto Colombia vorbei, um bei San Miguel (Venezuela) einen scharfen Knick nach Süden zu machen. Auf den nächsten gut 150 km bleibt der Fluss die natürliche Grenze zwischen Kolumbien und Venezuela. Er passiert linksseitig die venezolanischen Ortschaften Cuarinuma, Brujas, Santa Rosa de Amanagona Maroa und Tonina sowie rechtsseitig die kolumbianischen Kommunen Isleta und San Rafael Catanacuname. Nach etwa 620 Flusskilometern vereinigt sich der Río Guainía mit dem Río Casiquiare zwischen San Carlos de Rio Negro und San Felipe zum Rio Negro.

## Nebenflüsse
Die größten Nebenflüsse sind links der Río Conorochite aus Venezuela und rechts der Río Aquio aus Kolumbien. Der Río Guainía durchfließt ein sehr niederschlagsreiches Gebiet und so nimmt er noch unzählige kleinere Wasserläufe auf, die ihn innerhalb von nur 600 km Fließlänge auf die Größe eines Stroms bringen.

## Wasserführung
Am Río Guainía befinden sich keine hydrometrischen Stationen, jedoch am Río Casiquiare 23 Kilometer oberhalb des Zusammenflusses mit dem Río Guainía (in Solano) und am Rio Negro gut 80 Kilometer unterhalb (in Cucui). Für Solano gibt es verschiedene Werte für den mittleren Abfluss (MQ): 2100 m³/s und 2387 m³/s. Unter Einbeziehung der Einzugsgebiete ergibt sich für den Punkt des Zusammenflusses, dass im einen Fall der Río Guainía der größere Fluss wäre und im anderen Fall der Río Casiquiare. Gemittelt würde der Río Guainía rund 2250 m³/s Wasser führen und der Río Casiquiare rund 2400 m³/s (zum Vergleich: Der Rhein führt bei Emmerich 2300 m³/s).

## Entwicklung des Flusssystems
Das Einzugsgebiet des Río Guainía liegt dort, wo die ausgedehnten Schwemmfächer der andinen Flüsse auf den Südostfuß des alten Kontinentalkerns (Kraton) im Norden Südamerikas treffen. Dieser Guayana-Schild wölbt sich seit Beginn des Tertiärs gegenüber den heutigen Tiefländern des Amazonas und Orinoco auf. Damit einher geht ein allmähliches „Auskippen“ der nahezu ebenen Flussgebiete nach Süden, zum Amazonas, einher. Die Flussnetze im Bergland von Guayana spiegeln mit oft abrupten Richtungswechseln nicht selten Wege einstiger Entwässerungsrichtungen wider. Dies gilt besonders für den Río Guainía, dessen Gewässernetz früher zum Río Atabapó und Orinoco gerichtet war, der in der flussaufwärts (nach Süden) verlängerten Tallinie des mittleren Orinoco verläuft. Das nun verlassene oberste Atabapó-Tal, der Isthmos del Pimichin, ist bekannt als Verbindung zwischen Amazonas- und Orinocogebiet (früher Bootstransport zur Umgehung des schwierigeren Río Casiquiare, heute parallel verlaufende Schotterstraße). Östlich davon verlaufen die Nebenflüsse wie der Río Conorichite im spitzen Winkel gegen die Richtung des Río Guainía und machen so die einstige Entwässerungsrichtung augenfällig. Beim Río Guainía ist die Flussablenkung bereits vollzogen, wogegen sie bei der Bifurkation des benachbarten Río Casiquiare gerade am Entstehen ist.